# スティーフェル・ホイットニー類
数学、特に代数トポロジーや微分幾何学において、スティーフェル・ホイットニー類 (英: Stiefel–Whitney class) は、実ベクトル束の位相不変量 (topological invariant) であって、ベクトル束の切断がどこでも（線型）独立な集合を構成するための障害 (obstruction) を記述する。ベクトル束のファイバーのベクトル空間としての次元を n とすると、0 番目から n 番目までスティーフェル・ホイットニー類を持つ。i 番目のスティーフェル・ホイットニー類が 0 でないならば、ベクトル束は、どこでも線型独立な切断を ( n − i + 1 ) 個持つことはない。n 番目のスティーフェル・ホイットニー類が 0 でないことは、束のどの切断もある点で 0 とならねばならないことを示している。1 番目のスティーフェル・ホイットニー類が 0 でないことは、ベクトル束が向き付け可能ではないことを示している。たとえば、円上の直線束としてのメビウスの帯の 1 番目のスティーフェル・ホイットニー類は 0 でなく、一方、円上の自明直線束 S1 × R の 1 番目のスティーフェル・ホイットニー類は 0 である。
エドゥアルト・シュティーフェル (Eduard Stiefel) とハスラー・ホイットニー (Hassler Whitney) の名前に因んだ命名のスティーフェル・ホイットニー類は、実ベクトル束に付帯する Z/2Z-特性類である。
代数幾何学では、非退化二次形式を持つベクトル束に対してスティーフェル・ホイットニー類の類似も定義されていて、エタールコホモロジー群やミルナーのK-理論に値を持つ。特別な例として、体上の二次形式のスティーフェル・ホイットニー類を定義することもでき、最初の 2つは判別式とハッセ・ヴィット不変量 (Hasse–Witt invariant) である(Milnor 1970)。

## はじめに

### 一般的事項
実ベクトル束 E に対し、E のスティーフェル・ホイットニー類は、w(E) と書き、次のコホモロジー環の元である。
{\displaystyle H^{\ast }(X;\mathbf {Z} /2\mathbf {Z} )=\bigoplus _{i\geq 0}H^{i}(X;\mathbf {Z} /2\mathbf {Z} )}
ここで X は束 E の底空間であり、Z/2Z（しばしば、代わりに Z2 とも書かれる）は、0 と 1 のみからなる可換環である。Hi(X; Z/2Z) の中の w(E) の直和成分は、wi(E) で表され、E の i-番目のスティーフェル・ホイットニー類と呼ぶ。したがって w(E) = w0(E) + w1(E) + w2(E) + … であり、ここに各々の wi(E) は、Hi(X; Z/2Z) の元である。
スティーフェル・ホイットニー類 w(E) は、実ベクトル束 E の不変量である。つまり、F が E とが同じ底空間 X を持つ別の実ベクトルで、F が E とが同型であれば、スティーフェル・ホイットニー類 w(E) と w(F) とは等しい。 （ここに、同型とは、恒等写像 idX: X → X を被覆するベクトル束の同型写像 E → F が存在することを言う。）2つの実ベクトル束 E と F が同型か否かを判断することは一般的には困難であるが、スティーフェル・ホイットニー類 w(E) と w(F) は、簡単に計算可能な場合もある。スティーフェル・ホイットニー類が異なっていれば、E と F は同型ではない。
例としては、円 S1 上、自明束に同型ではない直線束（つまり、階数 1 の実ベクトル束）が存在する。この直線束 L は、メビウスの帯（ベクトル束となるベクトル空間の構造をファイバーへいれることのできるファイバー束）である。コホモロジー群 H1(S1; Z/2Z) は、0 以外にはひとつしか元がない。この元が L の第一スティーフェル・ホイットニー類 w1(L) である。S1 上の自明直線束の第一スティーフェル・ホイットニー類は 0 であるので、それは L とは同型ではない。 
しかし、同じスティーフェル・ホイットニー類を持つ 2つのベクトル束 E と F は、必ずしも同型とは限らない。例えば、E と F が同じ底空間 X 上の異なる階数の自明な実ベクトル束であるときに、同型でないということが起きる。E と F が同じ階数であってもこのようなことが起きる。2-球面 S2 の接束と S2 上の階数 2 の自明な実ベクトル束は同じスティーフェル・ホイットニー類を持つが、同型ではない。ところが、X 上 2 つの実直線束が同じスティーフェル・ホイットニー類を持てば、それらは同型である。

### 原点
エドゥアルト・シュティーフェル (Eduard Stiefel) とハスラー・ホイットニー(Hassler Whitney)により X の i-スケルトンに限定したベクトル束 E のいたるところで線形独立な n − i + 1 個の切断を構成するための障害類(obstruction class) の2を法とした還元として発見したことから、スティーフェル・ホイットニー類 wi(E) との名前がついている。ここに n はベクトル束 F → E → X のファイバーの次元を表す。
詳しくは、X をCW-複体(CW complex)とすると、ホイットニーは、ツイストした係数を持つ X の i-番目の胞体コホモロジー群の中の類 Wi(E) を定義した。次元 (n − i + 1) のスティーフェル多様体の (i-1)-番目のホモトピー群である係数系は、E の線形独立なベクトルである。ホイットニーは、Wi(E) = 0 であることと、X の i-スケルトンへ制限したときに E が n − i + 1) 個の線型独立な切断を持つことが同値であることを証明した。
πi−1Vn−i+1(F) は、無限巡回群か、もしくは、Z/2Z に同型であるので、Wi(E) のクラスの、スティーフェル・ホイットニー類である wi(E) ∈ Hi(X; Z/2Z) への標準的(canonical)なリダクションが存在する。さらに、πi−1Vn−i+1(F) = Z/2Z であるときはいつも、2つのクラスは同一である。このようにして、w1(E) = 0 であることと、束 E → X が向き付け可能であることとは同値である。
クラス w0(E) は何も情報を持っていない。なぜなら、定義により 1 に等しいからである。ホイットニーによるこの構成は、創造的な考え方であり、ホイットニー和(Whitney sum)公式 w(E1 ⊕ E2) = w(E1)w(E2) が正しいことを示した。しかしながら、多様体の一般化に際し（つまりあるホモロジー多様体(homology manifold)）、w0(M) ≠ 1 となることがある。8 を法として 1 になればよいのである。

## 定義
本記事を通して、Hi(X; G) で群 G に係数を持つ空間 X の特異コホモロジーを表すこととする。写像 (map) という用語はいつも位相空間の間の連続写像を意味することとする。

### 公理的定義
次の公理系は、 基底の mod-2 コホモロジーをパラコンパクト基底を持つ有限ランクの実ベクトルバンドルへ結び付けるスティーフェル・ホイットニー特性類 w の唯一の特徴付けをもたらす。
1. 正規化(Normalization): 実射影空間（英語版）(real projective space) P1(R) 上のトートロジーラインバンドル（英語版）(tautological line bundle)のホイットニー類は、非自明である。すなわち、{\displaystyle w(\gamma _{1}^{1})=1+a\in H^{*}(\mathbf {P} ^{1}(\mathbf {R} );\mathbf {Z} _{2})=\mathbf {Z} _{2}[a]/(a^{2})} である。
2. ランク(Rank): w0(E) = 1 ∈ H0(X) と E のランクの i に対し、{\displaystyle w_{i}=0\in H^{i}(X)} である。つまり {\displaystyle w(E)\in H^{\leq \mathrm {rank} E}(X)} である。
3. ホイットニー積公式 (Whitney product formula): {\displaystyle w(E\oplus F)=w(E)\smallsmile w(F)} である。つまり、直和のホイットニー類は、和の類のカップ積 (cup product) である。
4. 自然性 (Naturality): 任意の実ベクトルバンドル E → X と写像 {\displaystyle f:X'\to X} に対し、w(f*E) = f*w(E) である。ここに f*E は引き戻しバンドル（英語版）(pullback vector bundle)を表す。

これらのクラスの一意性は、たとえば、Husemollerのセクション 17.2 - 17.6 1 や Milnor と Stasheff のセクション 8 に証明されている。存在性にはいくつかの証明があり、様々な種類の構成から導かれ、それらは異なった性格を持っている。

### 無限グラスマン多様体を通した定義

#### 無限グラスマン多様体とベクトル束
このセクションでは、分類空間の考え方を使う構成を述べる。
任意のベクトル場 V に対し、Grn(V) で V の n 次元線型部分の空間であるグラスマン多様体(Grassmannian)を表し、無限グラスマン多様体を
{\displaystyle Gr_{n}=Gr_{n}(\mathbf {R} ^{\infty })}
で表す。この空間は、自然束 (tautological bundle) {\displaystyle \gamma ^{n}\to Gr_{n}} の構造が入る。この自然束は、ランク n のベクトル束であり、点 {\displaystyle W\in Gr_{n}(V)} でのファイバーが Ẃ により表現される部分空間であるようなファイバー V の自明束の部分束として定義できる。
f: X → Grn を無限グラスマン多様体の連続写像とすると、同型を除き X 上の写像 f により誘導された束
{\displaystyle f^{*}\gamma ^{n}\in {\mathit {Vect}}_{n}(X)}
は写像 [f] のホモトピー類のみに依存する。したがって、引き戻しの操作は、ホモトピー同値を法とした写像 X → Grn の集合
{\displaystyle [X;Gr_{n}]}
から、X 上のランク n のベクトル束の同型類の集合
{\displaystyle {\mathit {Vect}}_{n}(X)}
への写像を与える。
この構成において重要なことは、X がパラコンパクト空間であれば、この写像は全単射であるということである。これが無限グラスマン多様体をベクトル束の分類空間と呼ぶ理由である。

#### 直線束の場合
直線束へ上記の構成を限定する、つまり、X 上の直線束の空間 Vect1(X) を考えることとする。直線のグラスマン多様体 Gr1 はまさに無限次の射影空間である。
{\displaystyle \mathbf {P} ^{\infty }(\mathbf {R} )=\mathbf {R} ^{\infty }/\mathbf {R} ^{*},}
これは、無限次元球面 S∞ によって対蹠的に二重被覆されている。無限次元球面 S∞ は可縮であるので、
{\displaystyle {\begin{aligned}\pi _{1}(\mathbf {P} ^{\infty }(\mathbf {R} ))&=\mathbf {Z} /2\mathbf {Z} \\\pi _{i}(\mathbf {P} ^{\infty }(\mathbf {R} ))&=\pi _{i}(S^{\infty })=0&&i>1\end{aligned}}}
を得る。従って、P∞(R) はアイレンベルグ・マックレーン空間(Eilenberg-Maclane space) K(Z/2Z, 1) である。
アイレンベルグ・マックレーン空間の性質は次のような性質である。任意の X と η を生成子とする f → f*η により与えられる同型に対し、
{\displaystyle [X;\mathbf {P} ^{\infty }(\mathbf {R} )]=H^{1}(X;\mathbf {Z} /2\mathbf {Z} )}
であり、また、
{\displaystyle H^{1}(\mathbf {P} ^{\infty }(\mathbf {R} );\mathbf {Z} /2\mathbf {Z} )=\mathbf {Z} /2\mathbf {Z} }
となる。第一の式を適用することは、α : [X, Gr1] → Vect1(X) も全射となり、全射である写像
w1 : Vect1(X) → H1(X; Z/2Z);
を得る。このことが、直線束に対するスティーフェル・ホイットニー類 w1 を定義する。

#### 直線束の群
Vect1(X) をテンソル積作用素の下の群と考えると、スティーフェル・ホイットニー類は同型である。w1: Vect1(X) → H1(X; Z/2Z) は同型、つまり、すべての直線束 λ, μ → X に対し、w1(λ ⊗ μ) = w1(λ) + w1(μ) である。
たとえば、H1(S1; Z/2Z) = Z/2Z であるので、束同型を除き、円上には 2つの直線束しか存在しない、つまり自明直線束と開いたメビウスの帯（すなわち境界を消したメビウスの帯）である。
同じ構成を複素ベクトル束に対して行うと、チャーン類が X 上の複素直線束と H2(X; Z) の間の全単射を定義することが示される。何故ならば、対応する分類空間は、P∞(C), a K(Z/2Z, 2) であるからである。この同型は、位相的なラインバンドルに対し成立し、代数的ベクトルバンドルのチャーン類の単射性への障害は、ヤコビ多様体である。

### 消滅の位相幾何学的解釈
1. i > rank(E) のときはいつでも、wi(E) = 0 である。
2. Ek がどこでも線型独立であるような {\displaystyle s_{1},\ldots ,s_{\ell }} 切断を持っていると、{\displaystyle \ell } トップ次数のホイットニー類は 0 消滅し、{\displaystyle w_{k-\ell +1}=\cdots =w_{k}=0} である。
3. 第一スティーフェル・ホイットニー類が 0 であることと、バンドルが向き付け可能であることとは同値である。特に、多様体 M が向き付け可能であることと w1(TM) = 0 は同値である。
4. バンドルがスピン構造を持つことと、第一と第二スティーフェル・ホイットニー類がともに 0 であることとは同値である。
5. 向き付け可能なバンドルに対し、第二スティーフェル・ホイットニー類は自然な射影 H2(M, Z) → H2(M, Z/2Z) の像の中にある（同じことであるが、いわゆる、第三整数係数のスティーフェル・ホイットニー類が 0 である）ことと、バンドルが spinc構造を持つことは同値である。
6. 滑らかな多様体 X のすべてのスティーフェル・ホイットニー数が 0 であることと、多様体が滑らかなコンパクトな多様体の（向きつけられていない）境界であることとは同値である。この条件は充分条件でもある。

### スティーフェル・ホイットニー類の一意性
ラインバンドルに関する上記の全単射は、4つの公理を満たす函手 θ は次の議論により w と等しいことを意味する。第二の公理は、θ(γ1) = 1 + θ1(γ1) であることを意味する。包含写像 i : P1(R) → P∞(R) に対し、引き戻しバンドル i*γ1 は {\displaystyle \gamma _{1}^{1}} と等しいので、第一と第三の公理を使うと、{\displaystyle i^{*}\theta _{1}(\gamma ^{1})=\theta _{1}(i^{*}\gamma ^{1})=\theta _{1}(\gamma _{1}^{1})=w_{1}(\gamma _{1}^{1})=w_{1}(i^{*}\gamma ^{1})=i^{*}w_{1}(\gamma ^{1})} である。写像 i*: H1(P∞(R); Z/2Z) → H1(P1(R); Z/2Z) は同型であるので、{\displaystyle \theta _{1}(\gamma ^{1})=w_{1}(\gamma ^{1})} であり、θ(γ1) = w(γ1) であることが分かる。E を空間 X 上のランク n の実ベクトルバンドルとすると、E は分解写像(splitting map)、すなわち、ある空間 X が存在し、{\displaystyle f^{*}:H^{*}(X;\mathbf {Z} /2\mathbf {Z} ))\to H^{*}(X';\mathbf {Z} /2\mathbf {Z} )} が単射であり、ラインバンドル {\displaystyle \lambda _{i}\to X'} に対し、 {\displaystyle f^{*}E=\lambda _{1}\oplus \cdots \oplus \lambda _{n}} となるような写像 f : X′ → X となる。X 上の任意のラインバンドルは、ある写像 g に対し g*γ1 の形をし、自然に θ(g*γ1) = g*θ(γ1) = g*w(γ1) = w(g*γ1) となる。このように {\displaystyle Vect_{1}(X)} 上では、θ = w となる。上記の四番目の公理からは、
{\displaystyle f^{*}\theta (E)=\theta (f^{*}E)=\theta (\lambda _{1}\oplus \cdots \oplus \lambda _{n})=\theta (\lambda _{1})\cdots \theta (\lambda _{n})=w(\lambda _{1})\cdots w(\lambda _{n})=w(f^{*}E)=f^{*}w(E)}
であることが分かる。f* は単射であるので、θ = w であるからである。このように、スティーフェル・ホイットニー類は 4つの公理を満たし、一意的な函手である。

### 同じスティーフェル・ホイットニー類を持つ非同型なバンドル
写像 w1 : Vect1(X) → H1(X; Z/2Z) は全単射であるにもかかわらず、対応する写像は高次元では必ずしも単射となるわけではない。たとえば、n を偶数として、接バンドル TSn を考えると、Rn+1 への Sn の標準的な埋め込みを持つ Sn への法バンドル ν はラインバンドルである。Sn は向きつけ可能であるので、ν は自明である。和 TSn ⊕ ν はまさに TRn+1 から Sn への制限であり、Rn+1 は可縮であるので、和は自明である。従って w(TSn) = w(TSn)w(ν) = w(TSn ⊕ ν) = 1 である。しかし TSn → Sn は自明ではない。そのオイラー類 {\displaystyle e(TS^{n})=\chi (TS^{n})[S^{n}]=2[S^{n}]\not =0} である。ここに [Sn] は Sn の基本類を表し、χ はオイラー標数を表す。

## 関連する不変量

### スティーフェル・ホイットニー数
次元 n の多様体上で考えると、全次数 n のスティーフェル・ホイットニー類の任意の積は、与えられた Z/2Z の元を与える多様体の Z/2Z-基本類(fundamental class)、ベクトルバンドルのスティーフェル・ホイットニー数(Stiefel–Whitney number)とペアとすることができる。たとえば、多様体の次元を 3 とすると、3つの線型独立な {\displaystyle w_{1}^{3},w_{1}w_{2},w_{3}} により与えられるスティーフェル・ホイットニー数が存在する。一般に、多様体の次元が n であれば、独立なスティーフェル・ホイットニー数の数は、n の分割数となる。
滑らかな多様体の接バンドルのスティーフェル・ホイットニー数を、多様体のスティーフェル・ホイットニー数を呼ぶ。スティーフェル・ホイットニー数はコボルディズム(cobordism)不変量であることが知られている。このことはレフ・ポントリャーギン(Lev Pontryagin)により証明され、B が滑らかなコンパクトな (n+1)–次元多様体で M と等しい境界を持っているとすると、M のスティーフェル・ホイットニー数は、すべて 0 となる。さらに、M のすべてのスティーフェル・ホイットニー数が 0 であれば、M はある滑らかなコンパクトな多様体の境界として実現することができることが、ルネ・トム(René Thom)により証明された。
手術理論(surgery theory)におけるスティーフェル・ホイットニー数の重要性のひとつに、スティーフェル・ホイットニー数は (4k+1)-次元多様体 {\displaystyle w_{2}w_{4k-1}} のド・ラーム不変量(de Rham invariant)という定理がある。

### ウー類
スティーフェル・ホイットニー類 wk は、(Wu 1955) で吳文俊(Wu Wenjun)により定義されたウー類(Wu classes) vk のスティンロッドの平方根(Steenrod square)である。単純に、全スティーフェル・ホイットニー類は、全ウー類の全スティンロッドの平方根 Sq(v) = w である。ウー類はいつも暗にスティンロッドの平方根の項でスティンロッドの平方根を表現するコホモロジー類として定義される。多様体 X を n 次元とすると、次数 n-k のコホモロジー類 x に対し、{\displaystyle v_{k}\cup x=Sq^{k}(x)} となる。特に、狭く {\displaystyle \langle v_{k}\cup x,\mu \rangle =\langle Sq^{k}(x),\mu \rangle } を要求すると、再び、次数 n-k のコホモロジー類 x に対し同じことになる。

## 整数スティーフェル・ホイットニー類
元 {\displaystyle \beta w_{i}\in H^{i+1}(X;\mathbf {Z} )} は i + 1 整数スティーフェル・ホイットニー類と呼ばれる。ここに β はボックシュタイン準同型(Bockstein homomorphism)であり、modulo 2 のリダクション Z → Z/2Z に対応する。
{\displaystyle \beta \colon H^{i}(X;\mathbf {Z} /2)\to H^{i+1}(X;\mathbf {Z} ).}
たとえば、第三の整数スティーフェル・ホイットニー類は、Spinc構造への障害である。

### スティンロッド代数上の関係式
スティンロッド代数(Steenrod algebra)上において、（接バンドルのスティーフェル・ホイットニー類として定義された）滑らかな多様体のスティーフェル・ホイットニー類は、{\displaystyle w_{2^{i}}} の形をした類により生成される。特に、吳文俊(Wu Wenjun)の名前に因んだウーの公式
{\displaystyle Sq^{i}(w_{j})=\sum _{t=0}^{i}{j+t-i-1 \choose t}w_{i-t}w_{j+t}.}
を満たす。